# نادي الروضة
نادي الروضة هو نادي سعودي يقع في منطقة الإحساء في مدينة الجشة. سبق له اللعب في الدوري الممتاز، وهو حالياً يلعب في دوري الدرجة الثانية.

## أشهر اللاعبين الذين مروا على تاريخه
ناصر القحطاني الذي سبق أن مثل المنتخب السعودي . و كميل الوباري حارس نادي النصر سابقاً. وحمد الجائع وأبناء السعيد جميل وعادل وفوزي وأبناء الصايل عادل وعبد العزيز وأمير الحرز وبنجر الدوسري علي السلمان وسمير الدوخي ويلقبون بالجيل الذهبي فهذا الجيل عاصر عمالقة الكره السعودية الهلال والنصر والاتحاد والأهلي .
مبارك الخليفة : لاعب الاتفاق وهجر والتعاون والخليج السابق وهو يمثل حالياً الروضة محمدالعاشور وجاسم الحمدان احمد وعبد الاله الملا احمد الجمعان احمد الحسين الزيتوني.

## التاريخ
في موسم 1979-1980، حقق الروضة دوري الدرجة الثانية، حيث لعبت البطولة من مرحلة واحدة وأنهى الفريق في المركز الأول، محققًا 13 نقطة بلا أي خسارة.
في موسم 1982-83، لعب النادي لأول مرة في تاريخه في الدوري الممتاز، لكنّه هبط مجددًا إلى الدرجة الأولى بعد أن حقق المركز التاسع وهو المركز ما قبل الأخير، بفارق الأهداف عن النهضة، حيث تساوي الفريقين عدد النقاط (11). موسم 2019-20، شارك النادي في الدور الأول في الدرجة الثانية، لكنه لم يستطع التقدّم إلى المرحلة الثانية بعد أن حقق المركز الخامس في المجموعة الأولى.

## المنافسات
يتشارك نادي الروضة منطقة الأحساء مع عدّة فرق، مثل العدالة والفتح والنجوم، لذلك ظهرت منافسة بين هذه الفرق وتطلق على مواجهاتها المباشرة اسم «ديربي الأحساء».

## المشاركات
دوري الدرجة الأولى السعودي
- دوري الدرجة الأولى السعودي 1993–94 (بطل)
- دوري الدرجة الأولى السعودي 1994–95
- دوري الدرجة الأولى السعودي 1995–96
- دوري الدرجة الأولى السعودي 1996–97
- دوري الدرجة الأولى السعودي 1998–99

دوري الدرجة الثانية السعودي
- دوري الدرجة الثانية السعودي 1979–80
- دوري الدرجة الثانية السعودي 1999–2000
- دوري الدرجة الثانية السعودي 2019–2020

دوري الدرجة الثالثة السعودي
- دوري الدرجة الثالثة السعودي 2011–12
- دوري الدرجة الثالثة السعودي 2012–13

كأس خادم الحرمين الشريفين
- كأس خادم الحرمين الشريفين 1979
- كأس خادم الحرمين الشريفين 1982
- كأس خادم الحرمين الشريفين 1983
- كأس خادم الحرمين الشريفين 2016–17
- كأس خادم الحرمين الشريفين 2017–18
- كأس خادم الحرمين الشريفين 2019–20

أفضل مركز ربع النهائي (1997) حيث خسر أمام نادي الأهلي 6-1
كأس ولي العهد السعودي
- كأس ولي العهد السعودي 1994–95
- كأس ولي العهد السعودي 2005–06[4]

## تشكيلة الفريق الحالية
ملاحظة: تشير الأعلام إلى المنتخب بحسب قواعد الأهلية المعتمدة من قبل الفيفا؛ تنطبق بعض الاستثناءات المحدودة. وقد يحمل اللاعبون أكثر من جنسية لا تعترف بها الفيفا.
| الرقم | البلد    | المركز | اللاعب           |
| ----- | -------- | ------ | ---------------- |
| 1     | السعودية | حارس   | أحمد الشهري      |
| 2     | مدغشقر   | مهاجم  | كارولوس أندريا   |
| 3     | السعودية | مدافع  | يوسف آل عقيل     |
| 4     | السعودية | مدافع  | عبد الله الخيبري |
| 5     | السعودية | مدافع  | مرتضى البريه     |
| 7     | السعودية | وسط    | أحمد الناظري     |
| 8     | السعودية | وسط    | خليفة الشبيكي    |
| 9     | السعودية | مهاجم  | خالد اللزام      |
| 12    | السعودية | مدافع  | مشاري القحطاني   |
| 13    | السعودية | مدافع  | عبد الإله الغلاب |
| 15    | السعودية | وسط    | عبد الله الهميان |
| 17    | غانا     | مهاجم  | لوسون بيكوي      |
| 18    | السعودية | وسط    | جاسم الدوسري     |

| الرقم | البلد      | المركز | اللاعب                               |
| ----- | ---------- | ------ | ------------------------------------ |
| 22    | السعودية   | حارس   | جابر الشافعي                         |
| 24    | ساحل العاج | وسط    | سيلا داودا                           |
| 25    | السعودية   | وسط    | نواف الفرشان                         |
| 28    | المغرب     | وسط    | زكرياء الهلالي                       |
| 33    | السعودية   | حارس   | علي الواو                            |
| 38    | السعودية   | مدافع  | سلطان الصليلي                        |
| 42    | السعودية   | وسط    | نواف العبود                          |
| 49    | السعودية   | وسط    | ماجد الحنتوشي                        |
| 66    | السعودية   | مدافع  | متعب فرزعي                           |
| 70    | السعودية   | وسط    | ريان صديق                            |
| 76    | السعودية   | مهاجم  | متعب القزعت                          |
| 94    | السعودية   | وسط    | فيصل الرشيد                          |
| 99    | السعودية   | وسط    | نافع السميري (معار من نادي القادسية) |

## مجلس الإدارة
أعضاء مجلس الإدارة:
| رئيس مجلس الإدارة | مبارك بن أحمد المعيويد |
| عضو               | حمد بن سعد الشهاب      |
| عضو               | خالد بن علي السلطان    |
| عضو               | فهد بن سعد الخماس      |
| عضو               | خالد بن محمد الحجرف    |

## الإنجازات
بطل
- دوري الدرجة الثانية السعودي: 1979-1980
- دوري الدرجة الأولى السعودي 1993-1994[5]